# Monestir de Sant Martí de les Escaules
Monestir de Sant Martí de les Escaules és un monestir del municipi de Boadella i les Escaules (Alt Empordà) inclòs en l'Inventari del Patrimoni Arquitectònic de Catalunya.

## Descripció
Situat al bell mig del carrer d'Amunt del nucli urbà del veïnat de les Escaules, integrat al municipi de Boadella al qual pertany.
Es tracta de les restes conservades del que alguns historiadors han considerat que era l'antic monestir de la població, actualment integrades en un dels edificis que conformen el carrer. Aquest edifici, mig enrunat, presenta un portal d'accés d'arc rebaixat adovellat i, al costat, una obertura a manera d'espitllera, a la façana orientada al carrer. Del monestir únicament s'han conservat fragments de murs bastits amb pedres irregulars sense treballar, disposades amb la tècnica de l'opus spicatum, que estan localitzades tant a l'interior del recinte com a l'exterior de la façana. A l'interior encara es manté un arc rebaixat adovellat recolzat als murs laterals de l'edifici.

## Història
El monestir de Sant Martí de les Escaules, dins el comtat de Besalú, ja existia en temps de Lluís el Pietós, emperador dels fracs entre els anys 814 i 840, tot i que el primer document que trobem és del 844, en temps de l'emperador Carles el Calb.
Els monjos d'aquest monestir ajudaren a organitzar la vida dels pagesos que colonitzaren les valls després de les invasions sarraïnes. S'explica que aquest monestir estava regit per l'abat Adulf. Aquest va aconseguir un precepte de defensa i immunitat per al seu cenobi. Consta que els monjos havien artigat els erms i aplicat el sistema de l'aprisió.
És possible que aquest cenobi va fer renéixer un antic lloc de culte. Tampoc es pot desestimar la supervivència d'un antic monestir visigòtic. L'obra de l'abat va perdurar poc temps, ja que el rei Carles el Senzill, l'any 899 va proclamar que el monestir era possessió de la seu de Girona, perdent, d'aquesta manera la seva independència. Tot i això l'any 922 encara apareix mencionat com a abadia. L'any 1002, el monestir de les Escaules s'havia convertit en església rural depenent de la seu de Girona.
La datació de les restes dels murs, on destaca l'aparell d'opus spicatum, cal situar-la cronològicament vers el segle x.